# 相模原市立陽光台小学校
相模原市立陽光台小学校（さがみはらしりつ ようこうだいしょうがっこう）は、神奈川県相模原市中央区陽光台1丁目にある公立小学校。

## 沿革
出典
- 1976年（昭和51年）
  - 4月 - 光が丘小学校より分離し、開校。開校時点の児童数762名、学級数21、教職員35名。同月、開校宣言を行う。この日を開校記念日と制定する。
  - 6月 - プール完成。
  - 12月 - 校歌・校章制定発表会開催。
- 1978年（昭和53年）
  - 3月 - 観察池完成。
  - 9月 - 岩石園完成。
- 1980年（昭和55年）7月 - 創立5周年記念式典挙行。フィールドアスレチック完成。
- 1984年（昭和59年）10月 - ランチルーム完成（昭和61年12月17日移動完成）。
- 1985年（昭和60年）
  - 1月 - 陽光台ギャラリー完成。
  - 11月 - 創立10周年記念式典挙行（記念誌発行）。中庭に遊具新設。
- 1989年（平成元年）12月 - パソコン教室完成。
- 1990年（平成2年）11月 - 玄関前整備完了、シンボルツリー植樹（けやき、楠）。
- 1994年（平成6年）10月 - 創立20周年記念式典挙行し、祝賀会開催。
- 1995年（平成7年）3月 - 飼育舎「陽光牧場」完成。
- 1996年（平成8年）9月 - 大規模改修工事「A棟=管理棟」第1期完成。
- 1998年（平成10年）
  - 6月 - 学校農園「にじいろ畑」開園。
  - 9月 - 大規模改修工事B棟2期完成。
- 1999年（平成11年）9月 - 青空ギャラリー完成。
- 2000年（平成12年）
  - 3月 - 教育目標の完成。
  - 8月 - パソコン更新。
- 2001年（平成13年）3月 - 備蓄庫設置。
- 2002年（平成14年）4月 - 体育館の屋根塗装工事終了。
- 2006年（平成18年）2月 - 創立30周年記念式典挙行。
- 2007年（平成19年）
  - 7月 - C棟改修。
  - 10月 - 相模原市合併記念植樹（「やまもみじ」「かしわ」）実施。
- 2008年（平成20年）3月 - お野次（おやじ）の会により、中庭の畑と田んぼが完成、門扉塗装実施。
- 2009年（平成21年）5月 - プール塗装工事。
- 2010年（平成22年）3月 - 体育館床張り替え工事。
- 2014年（平成26年）2月 - 体育館全面改修工事。
- 2017年（平成29年）
  - 4月 - 特別支援学級をC棟からB棟1階に移動。C棟に児童会室と個別指導支援教室。
  - 6月 - 施設利用団体のポストを体育館入り口脇に設置（日直代行員制度廃止に伴い、鍵・日誌の受け渡し用）。
- 2018年（平成30年）
  - 3月 - AEDを外の職員玄関脇に設置。
  - 9月 - 正門扉改修工事。
- 2019年（令和元年）8月 - 全学級の教室にエアコン設置。
- 2022年（令和4年）2月 - トイレ改修。

## 通学区域
- 相模原市中央区[2]
  - 上溝（5424番～5439番・5443番・5783番～5799番）
  - 陽光台1丁目（1番～9番18号・10番～21番）
  - 陽光台2丁目（全域）
  - 陽光台3丁目（全域）
  - 陽光台4丁目（全域）
  - 陽光台5丁目（全域）
  - 陽光台6丁目（全域）
  - 陽光台7丁目（全域）

## 進学先中学校
- 相模原市中央区[3]
  - 相模原市立上溝中学校 - 陽光台1丁目1番～9番18号・10番～21番陽光台2丁目・陽光台3丁目・陽光台4丁目・陽光台5丁目・陽光台6丁目・陽光台7丁目から通う児童の進学先
  - 相模原市立緑が丘中学校 - 上溝から通う児童の進学先

## 周辺
- 横山丘陵緑地 - 相模原市道をはさんで、一部敷地が隣接。
- 社会福祉法人上溝緑寿会コスモスセンター（複合高齢者福祉施設） - 横山丘陵緑地に隣接。
- 相模原市立陽光台こどもセンター
- このほか、中小規模のマンション・アパートや工場なども点在する。

## 交通アクセス
- 神奈川中央交通「淵52」・「淵53」・「淵59」で、「横山坂上」停留所より、学校正門まで、
  - のりば1（「淵53」系統(田名バスターミナル行・水郷田名行)・「淵59」系統(愛川バスターミナル行)）から、徒歩約355m・約6分。
  - のりば2（「淵52」・「淵53」・「淵59」の各系統の淵野辺駅南口行）から、徒歩約345m・約5分。
- JR東日本相模線上溝駅から、
  - 徒歩約755m・約11分。
  - 上述の神奈中バスに乗車し2分、「横山坂上」停留所下車後、徒歩。